# Golden Globe-galan 2017

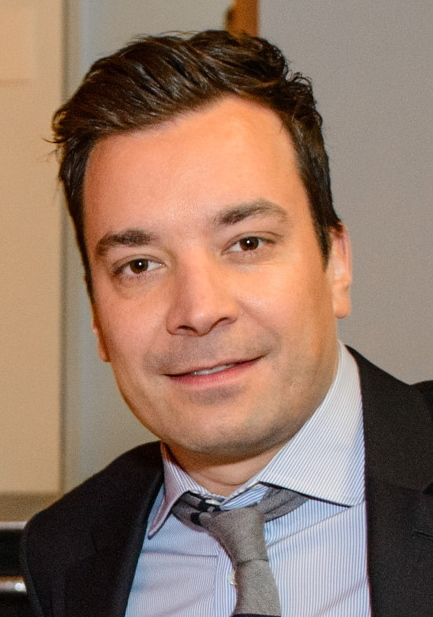
Årets värd Jimmy Fallon

Golden Globe-galan 2017 var den 74:e upplagan av Golden Globe Awards som belönade insatser i filmer och TV-produktioner från 2016 och sändes från Beverly Hilton Hotel i Beverly Hills, Kalifornien den 8 januari 2017 av NBC. Årets värd var Jimmy Fallon.

## Vinnare och nominerade
Vinnarna listas i fetstil.

### Filmer
| Bästa film – drama | Bästa film – musikal eller komedi |
| --- | --- |
| - Moonlight - Hacksaw Ridge - Hell or High Water - Lion - Manchester by the Sea | - La La Land - Alla tiders kvinnor - Deadpool - Florence Foster Jenkins - Sing Street |
| Bästa manliga huvudroll – drama | Bästa kvinnliga huvudroll – drama |
| - Casey Affleck – Manchester by the Sea - Joel Edgerton – Loving - Andrew Garfield – Hacksaw Ridge - Viggo Mortensen – Captain Fantastic - Denzel Washington – Fences                                         | - Isabelle Huppert – Elle - Amy Adams – Arrival - Jessica Chastain – Miss Sloane - Ruth Negga – Loving - Natalie Portman – Jackie |
| Bästa manliga huvudroll – musikal eller komedi | Bästa kvinnliga huvudroll – musikal eller komedi |
| - Ryan Gosling – La La Land - Colin Farrell – The Lobster - Hugh Grant – Florence Foster Jenkins - Jonah Hill – War Dogs - Ryan Reynolds – Deadpool                                                           | - Emma Stone – La La Land - Annette Bening – Alla tiders kvinnor - Lily Collins – Rules Don't Apply - Hailee Steinfeld – The Edge of Seventeen - Meryl Streep – Florence Foster Jenkins |
| Bästa manliga biroll | Bästa kvinnliga biroll |
| - Aaron Taylor-Johnson – Nocturnal Animals - Mahershala Ali – Moonlight - Jeff Bridges – Hell or High Water - Simon Helberg – Florence Foster Jenkins - Dev Patel – Lion                                      | - Viola Davis – Fences - Naomie Harris – Moonlight - Nicole Kidman – Lion - Octavia Spencer – Dolda tillgångar - Michelle Williams – Manchester by the Sea |
| Bästa regi | Bästa manus |
| - Damien Chazelle – La La Land - Tom Ford – Nocturnal Animals - Mel Gibson – Hacksaw Ridge - Barry Jenkins – Moonlight - Kenneth Lonergan – Manchester by the Sea                                             | - La La Land – Damien Chazelle - Hell or High Water – Taylor Sheridan - Manchester by the Sea – Kenneth Lonergan - Moonlight – Barry Jenkins - Nocturnal Animals – Tom Ford |
| Bästa filmmusik | Bästa sång |
| - La La Land – Justin Hurwitz - Arrival – Jóhann Jóhannsson - Dolda tillgångar – Benjamin Wallfisch, Pharrell Williams och Hans Zimmer - Lion – Dustin O'Halloran och Hauschka - Moonlight – Nicholas Britell | - "City Of Stars" (Justin Hurwitz, Benj Pasek och Justin Paul) – La La Land - "Can't Stop the Feeling!" (Max Martin, Shellback och Justin Timberlake) – Trolls - "Faith" (Francis Farewell Starlite, Ryan Tedder och Stevie Wonder) – Sing - "Gold" (Stephen Gaghan, Danger Mouse, Daniel Pemberton och Iggy Pop) – Gold - "How Far I'll Go" (Lin-Manuel Miranda) – Vaiana |
| Bästa animerade film | Bästa icke-engelskspråkiga film |
| - Zootropolis - Kubo och de två strängarna - Mitt liv som zucchini - Sing - Vaiana | - Elle (Frankrike) - Divines (Frankrike) - Min pappa Toni Erdmann (Tyskland) - Neruda (Chile) - The Salesman (Iran/Frankrike) |

### Filmer med flera vinster
- 7 vinster: La La Land
- 2 vinster: Elle

### Filmer med flera nomineringar
- 7 nomineringar: La La Land
- 6 nomineringar: Moonlight
- 5 nomineringar: Manchester by the Sea
- 4 nomineringar: Florence Foster Jenkins och Lion
- 3 nomineringar: Hacksaw Ridge, Hell or High Water och Nocturnal Animals
- 2 nomineringar: Alla tiders kvinnor, Arrival, Deadpool, Dolda tillgångar, Elle, Fences, Loving, Sing och Vaiana

### Television
| Bästa TV-serie – drama | Bästa TV-serie – musikal eller komedi |
| --- | --- |
| - The Crown - Game of Thrones - Stranger Things - This Is Us - Westworld | - Atlanta - Black-ish - Mozart in the Jungle - Transparent - Veep |
| Bästa miniserie eller TV-film | |
| - Fallet O.J. Simpson: American Crime Story - American Crime - The Night Manager - The Night Of - Påklädaren | |
| Bästa manliga huvudroll i en TV-serie – drama | Bästa kvinnliga huvudroll i en TV-serie – drama |
| - Billy Bob Thornton – Goliath - Rami Malek – Mr. Robot - Bob Odenkirk – Better Call Saul - Matthew Rhys – The Americans - Liev Schreiber – Ray Donovan                                                                 | - Claire Foy – The Crown - Caitriona Balfe – Outlander - Keri Russell – The Americans - Winona Ryder – Stranger Things - Evan Rachel Wood – Westworld                                                          |
| Bästa manliga huvudroll i en TV-serie – musikal eller komedi | Bästa kvinnliga huvudroll i en TV-serie – musikal eller komedi |
| - Donald Glover – Atlanta - Anthony Anderson – Black-ish - Gael García Bernal – Mozart in the Jungle - Nick Nolte – Graves - Jeffrey Tambor – Transparent                                                               | - Tracee Ellis Ross – Black-ish - Rachel Bloom – Crazy Ex-Girlfriend - Julia Louis-Dreyfus – Veep - Sarah Jessica Parker – Divorce - Issa Rae – Insecure - Gina Rodriguez – Jane the Virgin                    |
| Bästa manliga huvudroll i en miniserie eller TV-film | Bästa kvinnliga huvudroll i en miniserie eller TV-film |
| - Tom Hiddleston – The Night Manager - Riz Ahmed – The Night Of - Bryan Cranston – All the Way - John Turturro – The Night Of - Courtney B. Vance – Fallet O.J. Simpson: American Crime Story                           | - Sarah Paulson – Fallet O.J. Simpson: American Crime Story - Felicity Huffman – American Crime - Riley Keough – The Girlfriend Experience - Charlotte Rampling – London Spy - Kerry Washington – Confirmation |
| Bästa manliga biroll i en TV-serie, miniserie eller TV-film | Bästa kvinnliga biroll i en TV-serie, miniserie eller TV-film |
| - Hugh Laurie – The Night Manager - Sterling K. Brown – Fallet O.J. Simpson: American Crime Story - John Lithgow – The Crown - Christian Slater – Mr. Robot - John Travolta – Fallet O.J. Simpson: American Crime Story | - Olivia Colman – The Night Manager - Lena Headey – Game of Thrones - Chrissy Metz – This Is Us - Mandy Moore – This Is Us - Thandie Newton – Westworld                                                        |

### Serier med flera vinster
- 3 vinster: The Night Manager
- 2 vinster: Atlanta, The Crown och Fallet O.J. Simpson: American Crime Story

### Serier med flera nomineringar
- 5 nomineringar: Fallet O.J. Simpson: American Crime Story
- 4 nomineringar: The Night Manager
- 3 nomineringar: Black-ish, The Crown, The Night Of, This Is Us och Westworld
- 2 nomineringar: American Crime, Atlanta, Game of Thrones, Mozart in the Jungle, Mr. Robot, Stranger Things, The Americans, Transparent och Veep

### Cecil B. DeMille Award
- Meryl Streep

## Presentatörer
Följande personer nedan var presentatörer vid galan.

- Ben Affleck
- Casey Affleck
- Drew Barrymore
- Kristen Bell
- Annette Bening
- Matt Bomer
- Pierce Brosnan
- Naomi Campbell
- Steve Carell
- Jessica Chastain
- Priyanka Chopra
- Matt Damon
- Viola Davis
- Laura Dern
- Leonardo DiCaprio
- Ben Foster
- Gal Gadot
- Cuba Gooding Jr.
- Hugh Grant
- Jake Gyllenhaal
- Jon Hamm
- Goldie Hawn
- Chris Hemsworth
- Felicity Jones
- Michael Keaton
- Anna Kendrick
- Nicole Kidman
- Brie Larson
- John Legend
- Diego Luna
- Sienna Miller
- Mandy Moore
- Jeffrey Dean Morgan
- Timothy Olyphant
- Dev Patel
- Sunny Pawar
- Chris Pine
- Brad Pitt
- Eddie Redmayne
- Ryan Reynolds
- Zoe Saldana
- Amy Schumer
- Sylvester Stallone
- Sting
- Emma Stone
- Justin Theroux
- Carrie Underwood
- Vince Vaughn
- Milo Ventimiglia
- Sofía Vergara
- Carl Weathers
- Kristen Wiig
- Reese Witherspoon